# Diócesis de Burlington
La diócesis de Burlington (en latín: Dioecesis Burlingtonen(sis) y en inglés: Roman Catholic Diocese of Burlington) es una circunscripción eclesiástica latina de la Iglesia católica en Estados Unidos, sufragánea de la arquidiócesis de Boston. La diócesis tiene al obispo Christopher James Coyne como su ordinario desde el 22 de diciembre de 2014.

## Territorio y organización

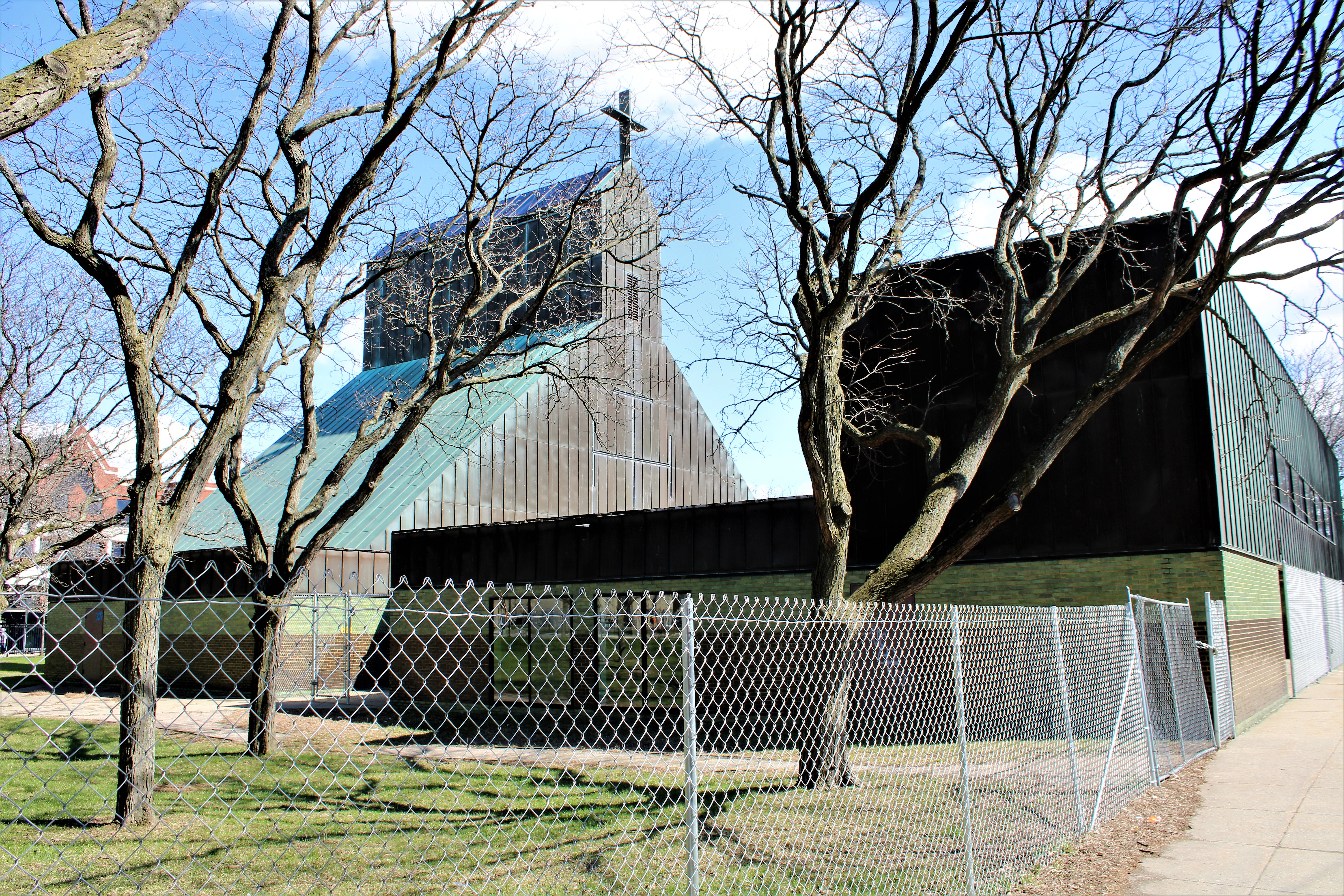
Excatedral de la Inmaculada Concepción

La diócesis tiene 23 651 km² y extiende su jurisdicción sobre los fieles católicos de rito latino residentes en el estado de Vermont.
La sede de la diócesis se encuentra en la ciudad de Burlington, en donde se halla la Catedral de San José y la excatedral de la Inmaculada Concepción, que en abril de 2018 perdió su estatus catedralicio y en 2019 se puso en venta.
En 2020 en la diócesis existían 69 parroquias agrupadas en 12 decanatos: Addison, Bennington, Burlington, Caledonia, Capitol, Franklin, Orleans, Rutland, South Burlington, Windham, Windsor y Winooski.

## Historia
La historia del catolicismo en Vermont comenzó con la llegada en julio de 1609 del explorador francés Samuel de Champlain, quien había invitado a la Compañía de Jesús a evangelizar las nuevas tierras. El primer misionero fue el jesuita Isaac Jogues, quien, tras visitar varios pueblos de Vermont, encontró la muerte en Ossernenon, en el actual estado de Nueva York. Otros jesuitas recorrieron esas tierras, involucrándose en la evangelización de los nativos americanos, especialmente de la tribu abenaki, entre ellos: Simon Le Moyne, Pierre Raffeix, Jacques Bruyas, Jacques Frémin y Jean Pierron. Fueron ellos quienes construyeron el santuario de Santa Ana en la isla La Motte en el noroeste de Vermont.
Con la erección del vicariato apostólico de Nueva Francia (hoy arquidiócesis de Quebec), los territorios de Vermont quedaron bajo su jurisdicción. François de Montmorency-Laval fue el primer vicario apostólico en visitar el santuario de Santa Ana en 1674. Los jesuitas construyeron su primera iglesia en Swanton, condado de Franklin.
Cuando John Carroll se convirtió en el primer obispo nativo de los Estados Unidos de América, una próspera comunidad católica de francocanadienses prosperó en Vermont. A partir de 1808 estuvo sujeta a la jurisdicción de la naciente diócesis de Boston. El 9 de septiembre de 1832 se construyó la primera iglesia católica en Burlington, dedicada a Santa María, destruida por un incendio en 1838, a la que siguió la de San Pedro. En la primera mitad del siglo XIX numerosas comunidades católicas florecieron en todo el estado.
La diócesis fue erigida el 29 de julio de 1853 con el breve Apostolicae servitutis del papa Pío IX, obteniendo el territorio de la diócesis de Boston (hoy arquidiócesis).
Originalmente sufragánea de la arquidiócesis de Nueva York, en 1875 pasó a formar parte de la provincia eclesiástica de Boston.
En 1999 la iglesia de San José fue elevada a concatedral. El 10 de marzo de 2018 la iglesia de la Inmaculada Concepción perdió la dignidad de catedral en beneficio de la iglesia de San José mediante el decreto Exc.mus P. D. Christophorus Iacobus Coyne. En octubre del mismo año, el obispo anunció que la antigua catedral sería desconsagrada y vendida.

### Casos de abuso de menores
La diócesis estuvo involucrada en los escándalos de abuso infantil cometidos por un sacerdote de la diócesis en la década de 1970.
En mayo de 2008 fue condenada a pagar 8.7 millones de dólares a un exmonaguillo de la iglesia Christ the King de Burlington que fue acosado por Edward Paquette, mientras que en julio de ese mismo año llegó a un acuerdo extrajudicial con otra víctima de Paquette, por un monto no revelado. Edward Paquette había sido expulsado de la diócesis de Fall River en 1963 por su "mala conducta" con algunos niños, pero luego fue acogido por las diócesis de Springfield, Fort Wayne-South Bend y finalmente Burlington, hasta que fue suspendido a divinis en 1978.
En mayo de 2010 la diócesis llegó a un acuerdo extrajudicial con 26 víctimas de Paquette, con una indemnización de 17.6 millones de dólares; para devolver los préstamos tomados para hacer frente a la compensación la diócesis ha puesto a la venta la sede de la curia.

## Estadísticas
De acuerdo al Anuario Pontificio 2021 la diócesis tenía a fines de 2020 un total de 112 000 fieles bautizados.
| Año                                                                             | Población            | Población | Población      | Sacerdotes | Sacerdotes    | Sacerdotes    | Bautizados por sacerdote | Diáconos permanentes | Religiosos | Religiosos | Parroquias |
| Año                                                                             | Bautizados católicos | Total     | % de católicos | Total      | Clero secular | Clero regular | Bautizados por sacerdote | Diáconos permanentes | Varones    | Mujeres    | Parroquias |
| ------------------------------------------------------------------------------- | -------------------- | --------- | -------------- | ---------- | ------------- | ------------- | ------------------------ | -------------------- | ---------- | ---------- | ---------- |
| 1950                                                                            | 101 502              | 362 000   | 28.0           | 198        | 141           | 57            | 512                      |                      | 61         | 665        | 85         |
| 1959                                                                            | 122 086              | 377 747   | 32.3           | 231        | 167           | 64            | 528                      |                      | 55         | 618        | 93         |
| 1966                                                                            | 134 440              | 392 881   | 34.2           | 280        | 187           | 93            | 480                      |                      | 95         | 602        | 102        |
| 1970                                                                            | 141 193              | 438 150   | 32.2           | 249        | 177           | 72            | 567                      |                      | 94         | 575        | 144        |
| 1976                                                                            | 149 797              | 471 000   | 31.8           | 264        | 157           | 107           | 567                      | 1                    | 131        | 384        | 100        |
| 1980                                                                            | 156 596              | 493 300   | 31.7           | 216        | 147           | 69            | 724                      |                      | 98         | 369        | 98         |
| 1990                                                                            | 145 785              | 557 000   | 26.2           | 200        | 139           | 61            | 728                      | 38                   | 88         | 297        | 97         |
| 1999                                                                            | 147 840              | 589 000   | 25.1           | 188        | 137           | 51            | 786                      | 38                   | 2          | 239        | 94         |
| 2000                                                                            | 148 246              | 590 883   | 25.1           | 163        | 142           | 21            | 909                      | 42                   | 47         | 267        | 93         |
| 2001                                                                            | 148 712              | 603 450   | 24.6           | 195        | 144           | 51            | 762                      | 45                   | 77         | 263        | 88         |
| 2002                                                                            | 148 813              | 608 827   | 24.4           | 183        | 137           | 46            | 813                      | 45                   | 72         | 195        | 86         |
| 2003                                                                            | 149 048              | 608 827   | 24.5           | 168        | 122           | 46            | 887                      | 38                   | 71         | 190        | 86         |
| 2004                                                                            | 149 154              | 608 827   | 24.5           | 164        | 118           | 46            | 909                      | 41                   | 71         | 149        | 86         |
| 2006                                                                            | 130 000              | 625 000   | 20.8           | 144        | 101           | 43            | 902                      | 44                   | 58         | 158        | 84         |
| 2012                                                                            | 122 800              | 646 000   | 19.0           | 135        | 100           | 35            | 909                      | 44                   | 61         | 95         | 74         |
| 2015                                                                            | 125 500              | 661 000   | 19.0           | 123        | 82            | 41            | 1020                     | 40                   | 61         | 90         | 73         |
| 2018                                                                            | 116 000              | 627 800   | 18.5           | 117        | 79            | 38            | 991                      | 37                   | 55         | 76         | 72         |
| 2020                                                                            | 112 000              | 626 960   | 17.9           | 115        | 80            | 35            | 973                      | 39                   | 51         | 90         | 69         |
| Fuente: Catholic-Hierarchy, que a su vez toma los datos del Anuario Pontificio. |                      |           |                |            |               |               |                          |                      |            |            |            |

Hay dieciocho escuelas católicas en Vermont.
2 escuelas secundarias:
- Mount Saint Joseph Academy, Rutland
- Rice Memorial High School, Sur de Burlington

16 parroquiales elementales y escuelas primarias:
- St. Monica School, Barre
- St. Paul's Catholic School, Barton
- Sacred Heart School, Bennington
- St. Michael School, Brattleboro
- Christ the King School, Burlington
- Mater Christi School, Burlington
- St. Joseph School, Burlington
- St. Mary's School, Middlebury
- St. Michael School, Montpelier
- Bishop John A. Marshall, Morrisville
- Sacred Heart, Newport
- Christ the King School, Rutland
- Mt. St. Joseph Academy, Rutland[16]
- Good Shepherd, St. Johnsbury
- Holy Family, Springfield[17]
- St. Francis Xavier, Winooski[18]

En 2005 la diócesis de Vermont tenía activos netos de $5 679 217. Esta cifra incluye los bienes adquiridos "a precio de costo".
Las Caridades Católicas de Vermont tenía un total de activos netos de $ 3 874 935.

## Episcopologio
- Louis Joseph Mary Theodore De Goesbriand † (29 de julio de 1853-3 de noviembre de 1899 falleció)
- John Stephen Michaud † (3 de noviembre de 1899 por sucesión-22 de diciembre de 1908 falleció)
- Joseph John Rice † (8 de enero de 1910-31 de marzo de 1938 falleció)
- Matthew Francis Brady † (30 de julio de 1938-11 de noviembre de 1944 nombrado obispo de Mánchester)
- Edward Francis Ryan † (11 de noviembre de 1944-3 de noviembre de 1956 falleció)
- Robert Francis Joyce † (29 de diciembre de 1956-14 de diciembre de 1971 retirado)
- John Aloysius Marshall † (14 de diciembre de 1971-27 de diciembre de 1991 nombrado obispo de Springfield)
- Kenneth Anthony Angell † (6 de octubre de 1992-9 de noviembre de 2005 retirado)
- Salvatore Ronald Matano (9 de noviembre de 2005 por sucesión-6 de noviembre de 2013 nombrado obispo de Rochester)[21]
- Christopher James Coyne, desde el 22 de diciembre de 2014